# Dhanus indicus
Dhanus indicus är en spindeldjursart som beskrevs av E.N. Murthy och Taracad Narayanan Ananthakrishnan 1977. Dhanus indicus ingår i släktet Dhanus och familjen Ideoroncidae. Inga underarter finns listade i Catalogue of Life.